# Edmund Adamkiewicz
Edmund Adamkiewicz (Amburgo, 21 aprile 1920 – 4 aprile 1991) è stato un calciatore tedesco, di ruolo attaccante.

## Statistiche

### Cronologia presenze e reti in nazionale
| Cronologia completa delle presenze e delle reti in nazionale ― Germania | Cronologia completa delle presenze e delle reti in nazionale ― Germania | Cronologia completa delle presenze e delle reti in nazionale ― Germania | Cronologia completa delle presenze e delle reti in nazionale ― Germania | Cronologia completa delle presenze e delle reti in nazionale ― Germania | Cronologia completa delle presenze e delle reti in nazionale ― Germania | Cronologia completa delle presenze e delle reti in nazionale ― Germania | Cronologia completa delle presenze e delle reti in nazionale ― Germania |
| Data                                                                    | Città                                                                   | In casa                                                                 | Risultato                                                               | Ospiti                                                                  | Competizione                                                            | Reti                                                                    | Note                                                                    |
| ----------------------------------------------------------------------- | ----------------------------------------------------------------------- | ----------------------------------------------------------------------- | ----------------------------------------------------------------------- | ----------------------------------------------------------------------- | ----------------------------------------------------------------------- | ----------------------------------------------------------------------- | ----------------------------------------------------------------------- |
| 1-11-1942                                                               | Stoccarda                                                               | Germania                                                                | 5 – 1                                                                   | Croazia                                                                 | Amichevole                                                              | -                                                                       |                                                                         |
| 22-11-1942                                                              | Bratislava                                                              | Slovacchia                                                              | 2 – 5                                                                   | Germania                                                                | Amichevole                                                              | 1                                                                       |                                                                         |
| Totale                                                                  |                                                                         | Presenze                                                                | 2                                                                       |                                                                         | Reti                                                                    | 1                                                                       |                                                                         |

## Palmarès

### Club

#### Competizioni regionali
- Gauliga Südwest/Mainhessen: 1

Eintracht Francoforte: 1938
- Gauliga Nordmark: 2

Amburgo: 1939, 1941